# 仁同郡
仁同郡（インドンぐん、인동군）は慶尚北道の旧行政区画。1914年の行政区画の改編で漆谷郡に併合された。現在は漆谷郡北三邑・若木面・岐山面・架山面と亀尾市仁同洞・眞美洞・陽浦洞・呉太洞一帯に該当する。
玉山（옥산）は仁同の別名である。

## 歴史
- 新羅時代の斯同火県または爾同兮県と称した。
- 757年（新羅慶徳王16年）- 寿同県に改称し、康州星山郡（現・星州郡)に属した。
- 高麗朝 - 仁同県と改称。
- 1018年（高麗顕宗9年） - 京山府（現・星州郡）の属県に併合された。
- 1390年（高麗恭譲王2年）- 若木県を編入し、監務を置くことで独立した。
- 1604年（朝鮮宣祖37年） - 仁同都護府に昇格した。
- 1895年（朝鮮高宗32年）6月23日（旧暦閏5月1日） - 大邱府仁同郡に改編された。 [1]
- 1896年（建陽元年）8月4日 - 慶尚北道仁同郡に改編された。 [2]
- 1914年 4月1日 - 漆谷郡に統廃合された。[3]

## 行政区画
| 1914年 | 現在                                                       |
| ------ | ---------------------------------------------------------- |
| 邑内面 | 亀尾市인의동、황상동、구평동、신동、임수동、진평동、시미동 |
| 北面   | 亀尾市옥계동、구포동、양호동、거의동、금전동               |
| 東面   | 漆谷郡가산면송학리、심곡리、학상리、학하리                 |
| 東面   | 亀尾市장천면상장리                                         |
| 長谷面 | 漆谷郡석적읍남율리、성곡리、중리                           |
| 石積面 | 漆谷郡석적읍망정리、도개리、황학리                         |
| 文良面 | 漆谷郡석적읍중지리、반계리、포남리                         |
| 文良面 | 왜관읍아곡리                                               |
| 北三面 | 漆谷郡北三邑                                               |
| 北三面 | 亀尾市공단동일부（구 낙계동)、오태동                       |
| 若木面 | 漆谷郡약목면                                               |
| 岐山面 | 漆谷郡岐山面                                               |